# Calificările pentru Campionatul Mondial de Fotbal 2014 (CONMEBOL)
Zona sud-americană a Calificărilor pentru Campionatul Mondial de Fotbal 2014 a prevăzut nouă echipe ce au concurat în 4 sau 5 runde în finalele ce se vor desfășura în Brazilia.

## Format
Formatul turneului CONMEBOL de calificare pentru Campionatul Mondial de Fotbal 2014 a fost identic cu cel din ultimele patru ediții. Toate echipele naționale din CONMEBOL au jucat fiecare împotriva celeilalte într-un proces tur-retur în cele 4 sau 5 runde alocate. Primele patru clasate s-au calificat automat în finale. Clasata de pe locul cinci a jucat în play-off-urile intercontinentale împotriva clasatei de pe locul cinci în turneul AFC de calificare pentru Campionatul Mondial de Fotbal 2014. Ordinea meciurilor a fost identică cu cea din turneele din 2002, 2006 și 2010. Din moment ce Brazilia s-a calificat automat, fiind gazda evenimentului, fiecare echipă a fost scutită de un meci cu echipa. 

## Clasament
| Echipă    | M  | V | E | Î  | GM | GP | D   | Pct |
| --------- | -- | - | - | -- | -- | -- | --- | --- |
| Argentina | 16 | 9 | 5 | 2  | 35 | 15 | +20 | 32  |
| Columbia  | 16 | 9 | 3 | 4  | 27 | 13 | +14 | 30  |
| Chile     | 16 | 9 | 1 | 6  | 29 | 25 | +4  | 28  |
| Ecuador   | 16 | 7 | 4 | 5  | 20 | 16 | +4  | 25  |
| Uruguay   | 16 | 7 | 4 | 5  | 25 | 25 | 0   | 25  |
| Venezuela | 16 | 5 | 5 | 6  | 14 | 20 | −6  | 20  |
| Peru      | 16 | 4 | 3 | 9  | 17 | 26 | −9  | 15  |
| Bolivia   | 16 | 2 | 6 | 8  | 17 | 30 | −13 | 12  |
| Paraguay  | 16 | 3 | 3 | 10 | 17 | 31 | −14 | 12  |

|           | Argentina | Bolivia | Chile | Columbia | Ecuador | Paraguay | Peru | Uruguay | Venezuela |
| --------- | --------- | ------- | ----- | -------- | ------- | -------- | ---- | ------- | --------- |
| Argentina | —         | 1–1     | 4–1   | 0–0      | 4–0     | 3–1      | 3–1  | 3–0     | 3–0       |
| Bolivia   | 1–1       | —       | 0–2   | 1–2      | 1–1     | 3–1      | 1–1  | 4–1     | 1–1       |
| Chile     | 1–2       | 3–1     | —     | 1–3      | 2–1     | 2–0      | 4–2  | 2–0     | 3–0       |
| Columbia  | 1–2       | 5–0     | 3–3   | —        | 1–0     | 2–0      | 2–0  | 4–0     | 1–1       |
| Ecuador   | 1–1       | 1–0     | 3–1   | 1–0      | —       | 4–1      | 2–0  | 1–0     | 2–0       |
| Paraguay  | 2–5       | 4–0     | 1–2   | 1–2      | 2–1     | —        | 1–0  | 1–1     | 0–2       |
| Peru      | 1–1       | 1–1     | 1–0   | 0–1      | 1–0     | 2–0      | —    | 1–2     | 2–1       |
| Uruguay   | 3–2       | 4–2     | 4–0   | 2–0      | 1–1     | 1–1      | 4–2  | —       | 1–1       |
| Venezuela | 1–0       | 1–0     | 0–2   | 1–0      | 1–1     | 1–1      | 3–2  | 0–1     | —         |

     Primele patru echipe s-au calificat direct în grupele Campionatului Mondial de Fotbal 2014
     Clasata locului cinci a avansat în play-off-ul AFC v CONMEMBOL

## Rezultate
The matches are being played from 7 octombrie 2011 to 15 octombrie 2013.

### Etapa 1
| Uruguay                              | 4–2     | Bolivia                        |
| ------------------------------------ | ------- | ------------------------------ |
| Suárez 3' Lugano 25', 71' Cavani 34' | Cronica | Cardozo 17' Martins 87' (pen.) |

| Ecuador                  | 2–0     | Venezuela |
| ------------------------ | ------- | --------- |
| J. Ayoví 15' Benítez 28' | Cronica |           |

| Argentina                      | 4–1     | Chile         |
| ------------------------------ | ------- | ------------- |
| Higuaín 7', 52', 63' Messi 25' | Cronica | Fernández 59' |

| Peru              | 2–0     | Paraguay |
| ----------------- | ------- | -------- |
| Guerrero 46', 71' | Cronica |          |

### Etapa 2
| Bolivia    | 1–2     | Columbia               |
| ---------- | ------- | ---------------------- |
| Flores 85' | Cronica | Pabón 48' Falcao 90+3' |

| Chile                                          | 4–2     | Peru                   |
| ---------------------------------------------- | ------- | ---------------------- |
| Ponce 2' Vargas 18' Medel 48' Suazo 63' (pen.) | Cronica | Pizarro 49' Farfán 60' |

| Paraguay    | 1–1     | Uruguay    |
| ----------- | ------- | ---------- |
| Ortiz 90+2' | Cronica | Forlán 68' |

| Venezuela      | 1–0     | Argentina |
| -------------- | ------- | --------- |
| Amorebieta 62' | Cronica |           |

### Etapa 3
| Argentina   | 1–1     | Bolivia     |
| ----------- | ------- | ----------- |
| Lavezzi 60' | Cronica | Martins 55' |

| Uruguay                   | 4–0     | Chile |
| ------------------------- | ------- | ----- |
| Suárez 42', 45', 67', 73' | Cronica |       |

| Columbia   | 1–1     | Venezuela        |
| ---------- | ------- | ---------------- |
| Guarín 11' | Cronica | F. Feltscher 78' |

| Paraguay              | 2–1     | Ecuador     |
| --------------------- | ------- | ----------- |
| Riveros 47' Verón 57' | Cronica | Rojas 90+2' |

### Etapa 4
| Columbia  | 1–2     | Argentina            |
| --------- | ------- | -------------------- |
| Pabón 44' | Cronica | Messi 60' Agüero 83' |

| Ecuador                | 2–0     | Peru |
| ---------------------- | ------- | ---- |
| Méndez 69' Benítez 88' | Cronica |      |

| Chile                    | 2–0     | Paraguay |
| ------------------------ | ------- | -------- |
| Contreras 28' Campos 86' | Cronica |          |

| Venezuela       | 1–0     | Bolivia |
| --------------- | ------- | ------- |
| Vizcarrondo 25' | Cronica |         |

### Etapa 5
| Uruguay    | 1–1     | Venezuela  |
| ---------- | ------- | ---------- |
| Forlán 38' | Cronica | Rondón 84' |

| Bolivia | 0–2     | Chile                    |
| ------- | ------- | ------------------------ |
|         | Cronica | Aránguiz 45+2' Vidal 83' |

| Argentina                                     | 4–0     | Ecuador |
| --------------------------------------------- | ------- | ------- |
| Agüero 19' Higuaín 29' Messi 31' Di María 76' | Cronica |         |

| Peru | 0–1     | Columbia         |
| ---- | ------- | ---------------- |
|      | Cronica | J. Rodríguez 51' |

### Etapa 6
| Bolivia                  | 3–1     | Paraguay    |
| ------------------------ | ------- | ----------- |
| Peña 9' Escobar 69', 80' | Cronica | Riveros 81' |

| Venezuela | 0–2     | Chile                        |
| --------- | ------- | ---------------------------- |
|           | Cronica | Fernández 85' Aránguiz 90+1' |

| Uruguay                                           | 4–2     | Peru                          |
| ------------------------------------------------- | ------- | ----------------------------- |
| Suárez 15' Pereira 29' Rodríguez 62' Eguren 90+3' | Cronica | Godín 40' (o.g.) Guerrero 47' |

| Ecuador     | 1–0     | Columbia |
| ----------- | ------- | -------- |
| Benítez 53' | Cronica |          |

### Etapa 7
| Columbia                                | 4–0     | Uruguay |
| --------------------------------------- | ------- | ------- |
| Falcao 2' Gutiérrez 47', 51' Zúñiga 90' | Cronica |         |

| Ecuador            | 1–0     | Bolivia |
| ------------------ | ------- | ------- |
| Caicedo 73' (pen.) | Cronica |         |

| Argentina                         | 3–1     | Paraguay          |
| --------------------------------- | ------- | ----------------- |
| Di María 3' Higuaín 30' Messi 64' | Cronica | Fabbro 17' (pen.) |

| Peru            | 2–1     | Venezuela  |
| --------------- | ------- | ---------- |
| Farfán 47', 59' | Cronica | Arango 42' |

### Etapa 8
| Chile         | 1–3     | Columbia                                  |
| ------------- | ------- | ----------------------------------------- |
| Fernández 41' | Cronica | J. Rodríguez 58' Falcao 73' Gutiérrez 76' |

| Uruguay    | 1–1     | Ecuador           |
| ---------- | ------- | ----------------- |
| Cavani 66' | Cronica | Caicedo 7' (pen.) |

| Paraguay | 0–2     | Venezuela       |
| -------- | ------- | --------------- |
|          | Cronica | Rondón 45', 67' |

| Peru         | 1–1     | Argentina   |
| ------------ | ------- | ----------- |
| Zambrano 21' | Cronica | Higuaín 37' |

### Etapa 9
| Bolivia       | 1–1     | Peru       |
| ------------- | ------- | ---------- |
| Chumacero 51' | Cronica | Mariño 21' |

| Columbia        | 2–0     | Paraguay |
| --------------- | ------- | -------- |
| Falcao 52', 89' | Cronica |          |

| Ecuador                                | 3–1     | Chile              |
| -------------------------------------- | ------- | ------------------ |
| Caicedo 33', 56' (pen.) Castillo 90+2' | Cronica | Paredes 25' (o.g.) |

| Argentina                 | 3–0     | Uruguay |
| ------------------------- | ------- | ------- |
| Messi 65', 79' Agüero 74' | Cronica |         |

### Etapa 10
| Bolivia                         | 4–1     | Uruguay    |
| ------------------------------- | ------- | ---------- |
| Saucedo 5', 50', 54' Mojica 26' | Cronica | Suárez 80' |

| Venezuela | 1–1     | Ecuador      |
| --------- | ------- | ------------ |
| Arango 5' | Cronica | Castillo 23' |

| Paraguay    | 1–0     | Peru |
| ----------- | ------- | ---- |
| Aguilar 52' | Cronica |      |

| Chile              | 1–2     | Argentina             |
| ------------------ | ------- | --------------------- |
| F. Gutiérrez 90+1' | Cronica | Messi 28' Higuaín 31' |

### Etapa 11
| Columbia                                                    | 5−0     | Bolivia |
| ----------------------------------------------------------- | ------- | ------- |
| Torres 20' Valdés 49' Gutiérrez 62' Falcao 86' Armero 90+2' | Cronica |         |

| Uruguay    | 1−1     | Paraguay    |
| ---------- | ------- | ----------- |
| Suárez 81' | Cronica | Benítez 85' |

| Argentina                         | 3–0     | Venezuela |
| --------------------------------- | ------- | --------- |
| Higuaín 29', 59' Messi 43' (pen.) | Cronica |           |

| Peru       | 1–0     | Chile |
| ---------- | ------- | ----- |
| Farfán 87' | Cronica |       |

### Etapa 12
| Bolivia     | 1–1     | Argentina  |
| ----------- | ------- | ---------- |
| Martins 25' | Cronica | Banega 44' |

| Ecuador                                  | 4–1     | Paraguay      |
| ---------------------------------------- | ------- | ------------- |
| Caicedo 37' Montero 49', 74' Benítez 54' | Cronica | Caballero 15' |

| Chile                  | 2–0     | Uruguay |
| ---------------------- | ------- | ------- |
| Paredes 10' Vargas 77' | Cronica |         |

| Venezuela  | 1–0     | Columbia |
| ---------- | ------- | -------- |
| Rondón 14' | Cronica |          |

### Etapa 13
| Bolivia    | 1–1     | Venezuela  |
| ---------- | ------- | ---------- |
| Campos 86' | Cronica | Arango 58' |

| Argentina | 0–0     | Columbia |
| --------- | ------- | -------- |
|           | Cronica |          |

| Paraguay       | 1–2     | Chile                |
| -------------- | ------- | -------------------- |
| Santa Cruz 87' | Cronica | Vargas 41' Vidal 56' |

| Peru        | 1–0     | Ecuador |
| ----------- | ------- | ------- |
| Pizarro 11' | Cronica |         |

### Etapa 14
| Columbia                        | 2–0     | Peru |
| ------------------------------- | ------- | ---- |
| Falcao 12' (pen.) Gutiérrez 45' | Cronica |      |

| Ecuador      | 1–1     | Argentina        |
| ------------ | ------- | ---------------- |
| Castillo 17' | Cronica | Agüero 4' (pen.) |

| Venezuela | 0–1     | Uruguay    |
| --------- | ------- | ---------- |
|           | Cronica | Cavani 27' |

| Chile                              | 3–1     | Bolivia     |
| ---------------------------------- | ------- | ----------- |
| Vargas 16' Sánchez 17' Vidal 90+2' | Cronica | Martins 32' |

### Etapa 15
| Columbia      | 1–0     | Ecuador |
| ------------- | ------- | ------- |
| Rodríguez 31' | Cronica |         |

| Paraguay                                      | 4–0     | Bolivia |
| --------------------------------------------- | ------- | ------- |
| Fabbro 17' Santa Cruz 47' Ortiz 81' Gómez 84' | Cronica |         |

| Chile                             | 3–0     | Venezuela |
| --------------------------------- | ------- | --------- |
| Vargas 11' González 30' Vidal 85' | Cronica |           |

| Peru       | 1–2     | Uruguay                |
| ---------- | ------- | ---------------------- |
| Farfán 84' | Cronica | Suárez 43' (pen.), 67' |

### Etapa 16
| Bolivia        | 1–1     | Ecuador            |
| -------------- | ------- | ------------------ |
| Arrascaita 47' | Cronica | Caicedo 57' (pen.) |

| Uruguay               | 2–0     | Columbia |
| --------------------- | ------- | -------- |
| Cavani 77' Stuani 80' | Cronica |          |

| Venezuela                                   | 3–2     | Peru                     |
| ------------------------------------------- | ------- | ------------------------ |
| Rondón 36' C. González 59' (pen.) Otero 76' | Cronica | Hurtado 19' Zambrano 86' |

| Paraguay                 | 2–5     | Argentina                                                             |
| ------------------------ | ------- | --------------------------------------------------------------------- |
| Núñez 18' Santa Cruz 85' | Cronica | Messi 12' (pen.), 52' (pen.) Agüero 32' Di María 49' M. Rodríguez 90' |

### Etapa 17
| Columbia                                       | 3–3     | Chile                             |
| ---------------------------------------------- | ------- | --------------------------------- |
| T. Gutiérrez 69' Falcao 74' (pen.), 83' (pen.) | Cronica | Vidal 18' (pen.) Sánchez 21', 29' |

| Ecuador     | 1–0     | Uruguay |
| ----------- | ------- | ------- |
| Montero 30' | Cronica |         |

| Venezuela  | 1–1     | Paraguay       |
| ---------- | ------- | -------------- |
| Seijas 82' | Cronica | É. Benítez 28' |

| Argentina                    | 3–1     | Peru        |
| ---------------------------- | ------- | ----------- |
| Lavezzi 23', 34' Palacio 47' | Cronica | Pizarro 20' |

### Etapa 18
| Paraguay       | 1–2     | Columbia       |
| -------------- | ------- | -------------- |
| J. L. Rojas 7' | Cronica | Yepes 38', 56' |

| Chile                 | 2–1     | Ecuador     |
| --------------------- | ------- | ----------- |
| Sánchez 33' Medel 37' | Cronica | Caicedo 66' |

| Uruguay                                      | 3–2     | Argentina             |
| -------------------------------------------- | ------- | --------------------- |
| C. Rodríguez 6' Suárez 34' (pen.) Cavani 49' | Cronica | M. Rodríguez 14', 41' |

| Peru      | 1–1     | Bolivia      |
| --------- | ------- | ------------ |
| Yotún 18' | Cronica | Bejarano 45' |

Note
1. ↑  Colombia v Ecuador was originally to be kicked off at 15:30 local time, but was delayed by an hour and a half due to rain.[2]
2. ↑  Peru v Bolivia was played without spectators due to sanctions imposed by FIFA as a result of crowd disturbance incidents.[3] The Peruvian Football Federation decided to withdraw their appeal and accepted the punishment.[4]

## Marcatori
As of 6 September 2013, there have been 159 goals scored in 60 games, for an average of 2.65 goals per game.
10 goluri
| - Luis Suárez |

9 goluri
| - Gonzalo Higuaín |

8 goluri
| - Lionel Messi |

7 goluri
| - Radamel Falcao |

5 goluri
| - Eduardo Vargas - Teófilo Gutiérrez | - Felipe Caicedo | - Jefferson Farfán |  |

4 goluri
| - Sergio Agüero - Marcelo Martins | - Arturo Vidal - Christian Benítez † | - Salomón Rondón |  |

3 goluri
| - Carlos Saucedo - Matías Fernández - James Rodríguez | - Segundo Castillo - Paolo Guerrero | - Edinson Cavani - Juan Arango |

2 goluri
| - Ángel di María - Pablo Daniel Escobar - Charles Aránguiz - Dorlan Pabón | - Jefferson Montero - Jonathan Fabbro - Richard Ortiz - Cristian Riveros | - Roque Santa Cruz - Claudio Pizarro - Diego Forlán - Diego Lugano |

1 gol
| - Éver Banega - Ezequiel Lavezzi - Jhasmani Campos - Rudy Cardozo - Alejandro Chumacero - Wálter Flores - Gualberto Mojica - Alcides Peña - Matías Campos - Pablo Contreras - Marcos González - Felipe Gutiérrez - Gary Medel | - Esteban Paredes - Waldo Ponce - Alexis Sánchez - Humberto Suazo - Pablo Armero - Freddy Guarín - Macnelly Torres - Carlos Valdés - Juan Camilo Zúñiga - Jaime Ayoví - Édison Méndez - Joao Rojas - Pablo César Aguilar | - Édgar Benítez - Luis Nery Caballero - Gustavo Gómez - Darío Verón - Juan Carlos Mariño - Carlos Zambrano - Sebastián Eguren - Maximiliano Pereira - Cristian Rodríguez - Fernando Amorebieta - Frank Feltscher - Oswaldo Vizcarrondo |

Autogoluri
| - Juan Carlos Paredes (joacă împotriva Chile) | - Diego Godín (joacă împotriva Peru) |  |